# Грем Паркер
Грем Паркер (англ. Graham Parker; 18 листопада 1950, Лондон, Велика Британія) — вокаліст, гітарист, композитор, автор текстів.
Цей музикант-самоучка розпочинав свою кар'єру в аматорських соул-гуртах The Deepcut Three та The Black Rockers. Вирішивши саме цим заробляти на життя, Паркер багато часу віддав роботі над демо-плівками з власними композиціями. На одну з таких плівок звернув увагу власник маленької лондонської звукозаписувальної студії Девід Робінсон. Він швидко підшукав Паркеру супроводжуючий гурт, до складу якого ввійшли: колишні учасники формації Brinsley Schwarz Брінслі Шварц (Brinsley Schwarz) — гітара, вокал та Боб Ендрюс (Bob Andrews) — клавішні, вокал, а також екс-Ducks Deluxe Мартін Белмонт (Martin Belmont) — гітара, вокал, Ендрю Боднер (Andrew Bodnar) — бас та Стів Голдінг (Steve Goulding) — ударні.
1975 року музиканти почали виступати як Graham Parker & The Rumour на паб-роковій сцені Британії, яка щоправда на цей час поступово почала занепадати. Однак завдяки протекції диск-жокея з «Radio London» Чарлі Джиллетта учасникам гурту вдалося укласти угоду на записи. Альбоми «Howlin' Wind» та «Heat Treatment», що з'явилися завдяки цій угоді, принесли гурту широке визнання.
Спів Паркера був водночас гострим та повним пристрасті, що ставило його в одну лінію з американськими виконавцями Брюсом Спрінгстіном та Southside Johnny & The Asbury Jukes. Проте попри те, що два його максі-сингли — «The Pink Parker» (1977) та «Hold Back The Night» (1978) — потрапили на топ-аркуші, подальшому розвитку успішної кар'єри загрожувала прохолодна зустріч дуже комерційного альбому «Stick To Me» та концертного «The Parkevilla». Щоправда композиція «Hey Lord, Don't Ask Me Questions» потрапила до британського Top 40, а обидва альбоми до Тор 20, але багато прихильників визнали, що Паркер та гурт The Rumour безповоротно втратили початковий запал та творчий розмах. Проте альбом «Squeezing Out Sparks» — перший запис для фірми «Arista» у США — таки повернув автору колишній блиск, про що свідчили рецензії в журналах «Rolling Stone» та «Village Voice», однак розбіжність між реакцією критиків та позиціями, які посіли лонгплеї в чартах, призвели до персональних змін у складі The Rumour.
Записаний 1980 року альбом «The Up Escalator» здобув найбільший успіх у британському чарті, ставши водночас заключним акордом у співпраці Паркера з гуртом The Rumour. Проте це розлучення знищило решту привабливості, яка залишалась з давніх часів, і першу частину 1980-х років Паркер присвятив відбудові своєї кар'єри та особистому життю в США.
Записаний 1988 року альбом «Mona Lisa's Sister» виявився рішучим поверненням до старої творчої форми. Його відзначали за динаміку та музичну послідовність. Під час роботи над альбомом «Human Soul», поділеним на «реалістичну» та «сюрреалістичну» частини, до Паркера приєднався колишній басист The Rumour Ендрю Боднер та екс-учасники Attractions Стів Найв (Steve Nieve) — клавішні та Піт Томас (Pete Thomas) — ударні. Ця цікава пропозиція підтвердила, що Паркер постійно намагається розширити межі свого музичного стилю. У 1990-х роках артист довів, що в змозі виступати перед публікою як під акомпанемент гітари, так і з повноцінним гуртом.
На початку 1992 року Паркер у черговий раз змінив звукозаписувальну фірму, уклавши угоду з американською «Capitol Records».

## Дискографія

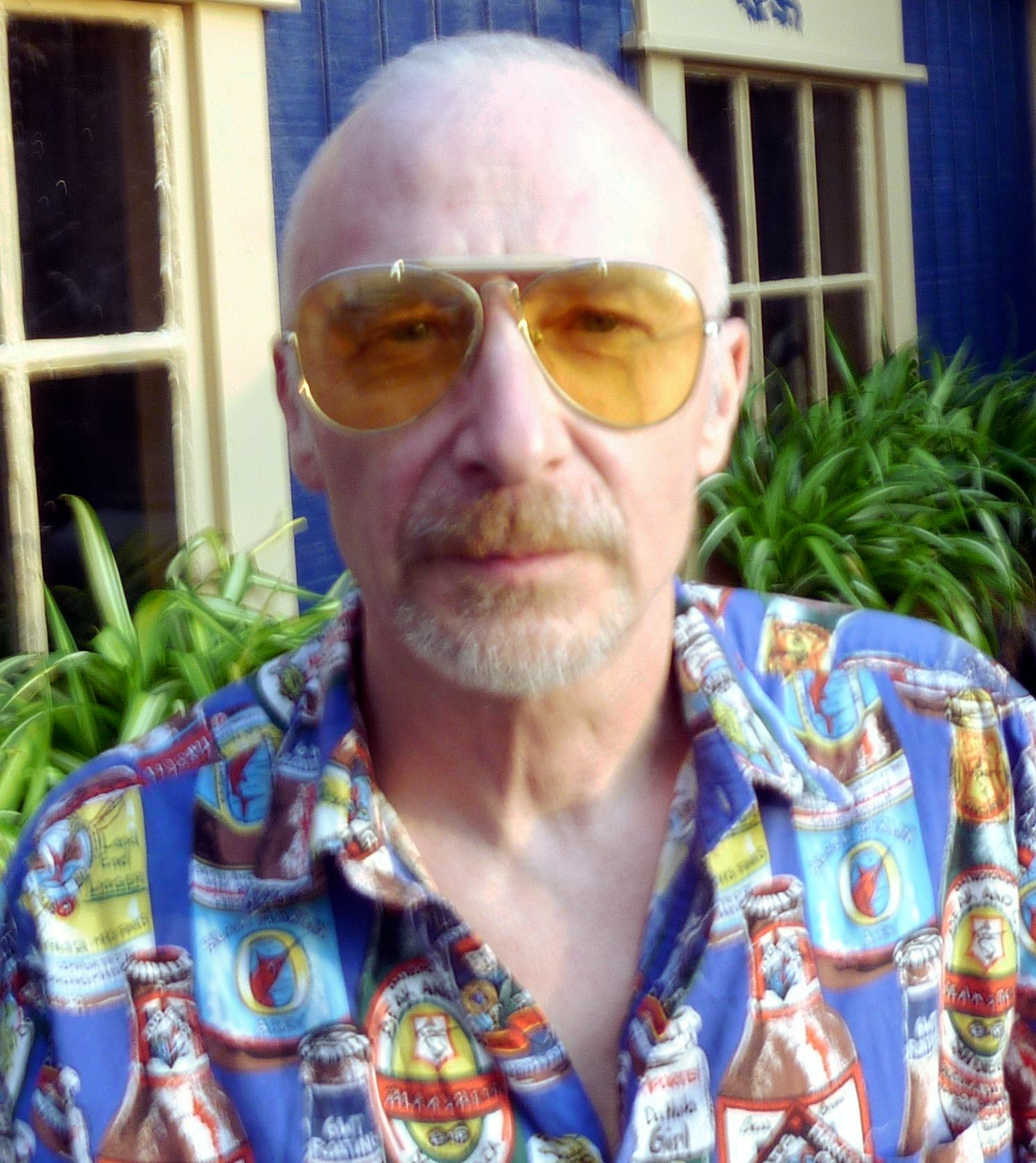
Грем Паркер (2010)

- 1976: Howlin' Wind (разом з The Rumour)
- 1976: Heat Treatment (разом з The Rumour)
- 1977: Stick To Me (разом з The Rumour)
- 1978: Parkerilla (разом з The Rumour)
- 1979: Squeezing Out Sparks (разом з The Rumour)
- 1980: The Best Of Graham Parker & The Rumour (разом з The Rumour)
- 1980: The Up Escalator (разом з The Rumour)
- 1982: Another Grey Avea
- 1983: The Real McCaw
- 1984: It Don't Mean A Thing If It Ain't Got That Swing
- 1985: Syeady Nerves (як Graham Parker & The Shot)
- 1985: Look Back In Anger — Classic Performances
- 1986: Pourin' It Ail Out — The Mercury Years
- 1988: The Lisa's Sister
- 1989: Human Soul
- 1989: Live! Alone In America
- 1991: Struck By Lightning
- 1991: Graham Parker
- 1992: Burning Questions
- 1993: Live Alone! Discovering Japan
- 1995: 12 Haunted Episodes
- 1995: Acid Bubblegum
- 1995: Loose Monkeys (outtakes)
- 2001: That's When You Know (1976 demos + Live at Marble Arch)
- 2001: Deepcut To Nowhere
- 2004: Your Country (featuring an appearance by Lucinda Williams)
- 2005: Songs of No Consequence (with the Figgs as his backup band)
- 2007: Don't Tell Columbus